# 澎湖黑糖糕

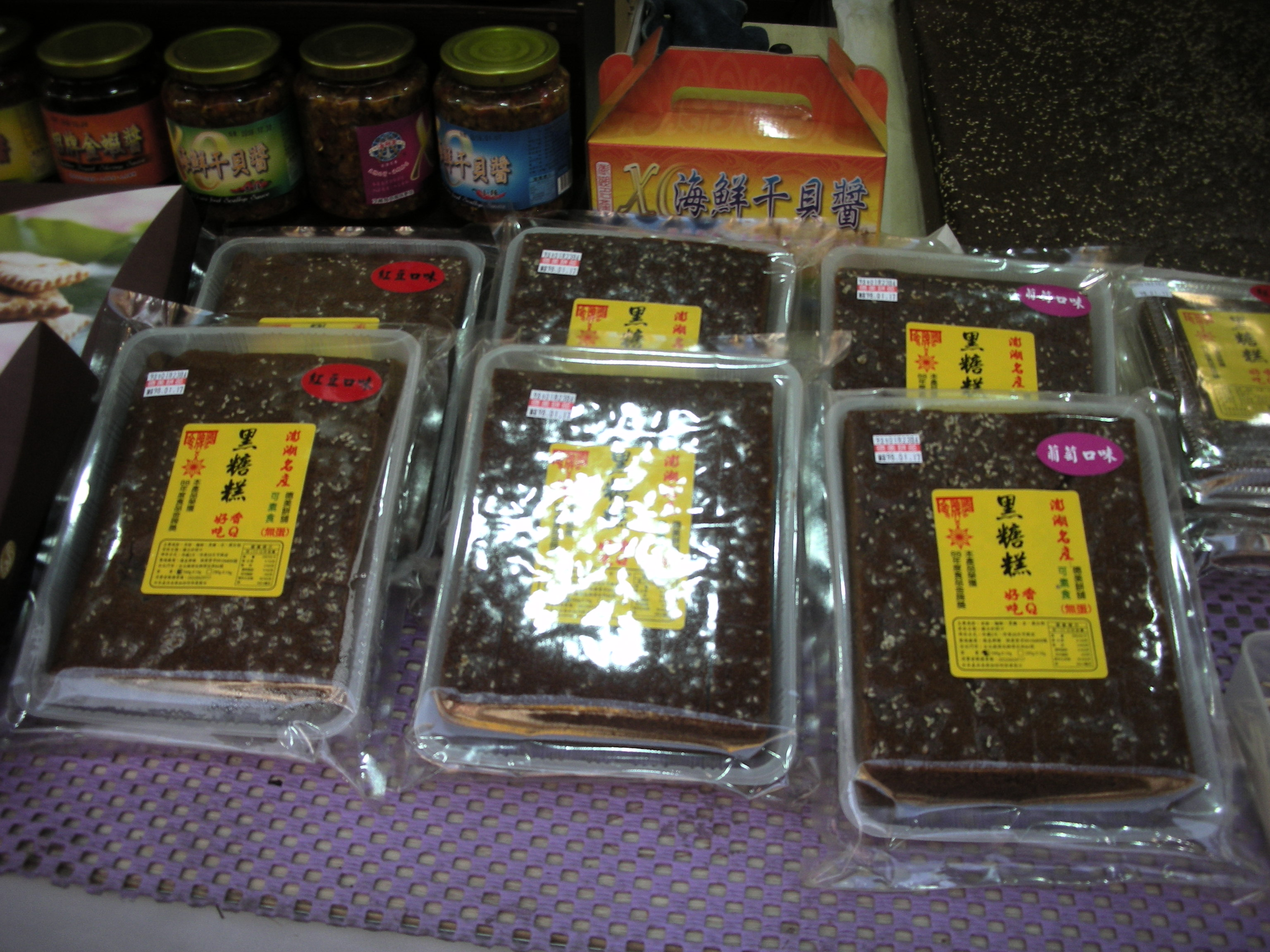
路上の屋台で売っている澎湖黑糖糕。

澎湖黒糖糕（ペンフーヘイタンガオ、台湾語：oo-thn̂g-ké/kué）とは、台湾菓子の1つで、台湾の澎湖県を代表する黒糖を使った蒸し菓子である。
主な材料は黒糖、炭酸水、薄力粉、タピオカ粉、ベーキングパウダー、白ごまなどである。漢字表記としては、黒糖糕と書くこともあり、烏糖粿とも書かれる。

## 起源と歴史
このお菓子のルーツは、日本統治時代に沖縄県の「琉球菓（沖縄語：アガラサー）」という和菓子を改良して生まれたものであり、発明者は台湾の馬公市の菓子職人、陳克昌氏である。
黒糖糕は日本統治時代に由来し、徐々に台湾の菓子として変化し定着した。当時、日本人が澎湖列島に移住し、馬公市南甲地区で「丸八」や「水月堂」といった2つの和菓子店を開店した。陳克昌氏は趣味として、地元の和菓子店で和菓子作りを学び、同じ地域に住む琉球出身者との交流を通じて、琉球菓の製法を習得していた。また、陳克昌氏の父である陳拱元氏は、中華菓子の卸業者であり、寿桃（桃の形をした中華饅頭）、中秋節の月餅、元宵節の亀餅などの製法に精通していた。陳克昌氏はこのように、自然と中華菓子の作り方を和菓子に融合させた調理法を身に付けていた。
第二次世界大戦中、陳克昌氏は日本海軍で勤務していたが、1945年の日本統治終了後、職を失った。生活費を稼ぐため、従来の技術を活かし菓子職人として働き始めつつ、琉球菓を原型に台湾風へ改良したものが、「澎湖黒糖糕」の原型となった。また、陳克昌氏のニックネーム「月仔」にちなんで、店の名前を「月進堂」と名付けた。しかし、彼の成功や商売の方法を見た「丸八」や「水月堂」のほかの台湾人の職人たちは、陳克昌氏だけに利益を独占させないようにと、それぞれ独立して店を開いた。そして、陳克昌氏の店で修行した職人たちも独立して店を構えることが多く、こうして彼の製菓技術は澎湖列島全域に広がっていた。
これらの菓子職人たちは製法を研究し、改良を重ねて、さまざまな台湾菓子を開発させていた。味や形状はそれぞれ異なるものの、「黒糖味の蒸し菓子」という基本コンセプトは共通しているため、ほかの地域の台湾人から、総じて「澎湖黒糖糕」と呼ばれるようになった。澎湖黒糖糕は最初、円形の形状しかなく、材料を円形の木碗に入れて、蒸し器で蒸して作られ、発粿（台湾の別の蒸しケーキ）に似た形をしていた。もともとは供物として、旧正月や廟会で観世音菩薩や地蔵王菩薩に捧げられ、余ったものは子供たちが食べていた。
当初は生産量が少なかったものの、1990年代以降、台湾の観光産業の発展に伴い、澎湖黑糖糕はその独特な風味が評判となり、現在では台湾全土で人気を集め、澎湖の代表的な土産品となっている。台湾本島の人々に好まれるよう、現在では澎湖の黒糖糕は、四角形に切り分けられたものが一般的であり、ほかの形状も多く存在している。